# Функция полезности

Функция полезности

Фу́нкция поле́зности — функция, с помощью которой можно представить предпочтения потребителя на множестве допустимых альтернатив. Числовые значения функции помогают упорядочить альтернативы по степени предпочтительности для потребителя. Большее значение соответствует большей предпочтительности. В современной ординалистской теории полезности сами числа значения не имеют — важны только отношения «больше», «меньше» и «равно».
Не каждое отношение предпочтения можно представить с помощью функции полезности. Однако для используемых в экономических моделях предпочтений такая функция существует. Существование функции позволяет использовать математический анализ при решении оптимизационных задач в экономике. Например, при решении задачи потребителя. Без использования функции полезности решение такой задачи становится затруднительным.

## Формальное определение
Пусть дано множество допустимых альтернатив {\displaystyle X}, на котором определено отношение предпочтения {\displaystyle \{\succeq \}}. Тогда вещественнозначная функция {\displaystyle u:X\to \mathbb {R} } называется функцией полезности, если выполнено условие:
 {\displaystyle x\succsim y\iff u(x)\geq u(y),\quad x,y\in X}
Большее значение функции полезности означает большую желательность альтернативы в смысле предпочтения, которое эта функция представляет. С математической точки зрения, функция полезности является способом скалярного ранжирования.

## Кардинализм и ординализм
Современная микроэкономика опирается на ординалистский подход к моделированию потребительского поведения и выбора. В соответствии с ним, числовые значения функции полезности не играют роли, важны лишь порядок «больше-меньше». Если значение функции полезности для одной из альтернатив выше, то эта альтернатива является более предпочтительной для потребителя. При этом разность значений или частное от их деления не несёт никакой информации. Противоположным является кардиналистский подход, при использовании которого числовые значения, наоборот, несут информацию о полезности. Кардиналистский подход неявно предполагает существование эталона полезности, то есть универсальной единицы, с которой можно производить сравнения. Именно такое понимание полезности использовал создатель философии утилитаризма Иеремия Бентам.
Современные экономисты исходят из того, что представления о полезности субъективны, поэтому непосредственное их сравнение невозможно. Поэтому для оценки совместного благосостояния потребителей используется концепция эффективности по Парето. Исключением являются квазилинейные предпочтения. Они предполагают существование счетного товара (англ. numeraire), который является аналогом денег. Тогда суммирование и другие операции над полезностью становятся возможными.

## Условия существования функции полезности
Для того чтобы предпочтения можно было представить в виде функции полезности, необходимо, чтобы само предпочтение было рациональным, то есть отвечало аксиомам полноты и транзитивности.
Достаточные условия зависят от самого множества допустимых альтернатив {\displaystyle X} и от свойств предпочтений. Если множество {\displaystyle X} конечно или счетно, а отношение предпочтения рационально, то существует функция полезности, которая представляет эти предпочтения.
Если множество {\displaystyle X} несчетно, то приходится дополнительно требовать непрерывности предпочтений. В этом случае теорема Дебре гарантирует существование функции полезности. При этом функция полезности является непрерывной. Непрерывность является необходимым условием существования функции полезности, представляющей рациональное предпочтение, но оно не является достаточным. Так, например, функция полезности {\displaystyle u(x)=\lbrack x\rbrack ,\,x\in \mathbb {R} } (целая часть числа) представляет предпочтения, которые не являются непрерывными. Сама функция при этом также разрывна.
Часто на предпочтения накладываются дополнительные условия, чтобы получить функции с теми или иными свойствами. Так, можно требовать монотонности, локальной ненасыщаемости и выпуклости. Эти свойства предпочтений отражаются в свойствах функции полезности. Например, монотонность предпочтений ведет в монотонности функции, а выпуклость предпочтений делает функцию квазивогнутной.

## Теорема Дебре
Для любых рациональных и непрерывных предпочтений на {\displaystyle X\subset R^{L}} существует представляющая их непрерывная функция полезности.

## Свойства функции полезности
Пусть задана строго возрастающая функция {\displaystyle g:\mathbb {R} \to \mathbb {R} } и пусть {\displaystyle u:X\to \mathbb {R} } — функция полезности. Тогда композиция функций {\displaystyle g\circ u(x)} также является функцией полезности, представляющей то же самое отношение предпочтения {\displaystyle \succsim }. Отметим, что {\displaystyle g} не обязана быть непрерывной.
Если множество {\displaystyle X} является выпуклым, то функция полезности будет квазивогнутой.
Если предпочтения отвечают свойству монотонности (строгой монотонности), то функция будет монотонной (строго монотонной).
Свойство убывающей предельной полезности является следствием вогнутости функции полезности. Если функция дважды дифференцируема, то свойство означает, что вторая частная производная такой функции отрицательна.
 {\displaystyle MU={\frac {\partial ^{2}u}{\partial x_{i}^{2}}}<0} 
Кривая безразличия — это линия (поверхность, гиперповерхность) уровня функции полезности.
 {\displaystyle u(x)=const}

## Важнейшие примеры функций полезности

### Постоянная эластичность замещения
Одной из важнейших функций полезности является CES-функция. Аббревиатура CES (англ. constant elasticity of substitution) означает постоянную эластичность замещения альтернатив. Функция имеет следующий вид для двумерного случая.
 {\displaystyle u(x,y)={\big (}\alpha x^{\frac {1}{\rho }}+\beta y^{\frac {1}{\rho }}{\big )}^{\rho }} 
При разных значениях параметра {\displaystyle \rho } можно получить частные случаи CES-функции.
Если {\displaystyle \rho =1}, то функция является линейной и описывает совершенные заменители. В этом случае предельная норма замещения равна отношению параметров {\displaystyle MRS_{xy}={\frac {\alpha }{\beta }}}.
 {\displaystyle u(x,y)=\alpha x+\beta y} 
Если {\displaystyle \rho \to -\infty }, то получается функция Леонтьева, которая описывает совершенные дополнители. Предельная норма замещения в этом случае бесконечна.
 {\displaystyle u(x,y)=\min\{\alpha x,\,\beta y\}} 
При {\displaystyle \rho \to 0} получается функция Кобба-Дугласа, если наложить дополнительное условие {\displaystyle \alpha +\beta =1}.
 {\displaystyle u(x,y)=x^{\alpha }y^{\beta }} 

### Отношение к риску
Важными примерами функций полезности являются функции с постоянным абсолютным и относительным показателем отношения к риску. Функция с постоянным абсолютным показателем отношения к риску (англ. CARA — constant absolute risk aversion):
{\displaystyle u(x)={\frac {1-e^{-\rho x}}{\rho }}}
Абсолютная мера Эрроу-Пратта для такой функции равна: {\displaystyle \rho }.
Функция с постоянным относительным показателем отношения к риску (англ. CRRA — constant relative risk aversion):
{\displaystyle u(x)={\frac {x^{1-\rho }-1}{1-\rho }}}
Относительная мера Эрроу-Пратта для такой функции равна: {\displaystyle 1/\rho }.

### Функция полезности Стоуна-Гири
Функция полезности Стоуна-Гири определяется следующим образом.
{\displaystyle u(x_{1},x_{2},...x_{L})=\prod _{i=1}^{L}(x_{i}-\gamma _{i})^{\beta _{i}}}
Для {\displaystyle \gamma _{i}=0}, функция полезности Стоуна-Гири превращается в функцию Кобба-Дугласа общего вида. Функция полезности Стоуна-Гири лежит в основе линейной системы расходов.